# Línea 22 (Paraná)
Línea 22 es una línea de transporte urbano de pasajeros de la ciudad de Paraná, Argentina. El servicio está actualmente operado por Buses Parana U.T.E. (ERSA Urbano/Transporte Mariano Moreno S.R.L.). Esta línea pertenece al Grupo Metropolitano. Esta línea es la que transporta mayor caudal de pasajeros por año dentro del Gran Paraná.
Anteriormente el servicio de la línea 22 era prestado por la empresa La Victoria, luego esta fue absorbida por la empresa ERSA.

## Historia
Se crea en el año 2006 por la desaparecida empresa La Victoria T.P.S.R.L., sustituyendo a las líneas E y U. La Línea E (El Entrerriano S.R.L. luego pasó a Urquiza) era la que iba a San Benito y la Línea U (Transp. Urquiza S.R.L.) era la que iba a Colonia Avellaneda. Sus recorridos eran:
- Línea E (Casa de Gobierno - San Benito por Las Tunas)

A veces ingresaba a Barrio Los Paraísos y al Parque Industrial.
Ida: Desde Bv. Basavilbaso y Av. Guido Marizza, Bv. Basavilbaso, Av. San Martín, Av. Friuli, Av. Guido Marizza, Ruta Nacional 18 (San Benito), Av. Almafuerte, Av. Pascual Echagüe, 25 de Mayo, Monte Caseros, Corrientes, Nogoyá, Juan de Garay, Córdoba hasta Narciso Laprida.
Vuelta: Desde Narciso Laprida y Córdoba, Libertad, Perú, Carlos Pellegrini, Paraguay, Enrique Carbó, Dean J. Álvarez, Av. Almafuerte, Ruta Nacional 12, Av. Guido Marizza, Av. Friuli, Gral. Francisco Ramírez, Av. San Martín, Bv. Basavilbaso hasta Av. Guido Marizza (San Benito).
- Línea U (Casa de Gobierno - La Loma / San Benito)

Ida: Desde La Loma (Rutas 12 y 18), Ruta Nacional 12, Av. Entre Ríos, Ciudad de Chajarí, Av. Montorfano, Carlos Patat, Av. Tte. Miguel Á. Giménez, Miguel Yáñez Martín, Ruta Nacional 18 (Colonia Avellaneda), Av. Almafuerte, Av. Pascual Echagüe, 25 de Mayo, Monte Caseros, Corrientes, Nogoyá, Juan de Garay, Córdoba hasta Narciso Laprida (Casa de Gobierno).
Vuelta: Desde Narciso Laprida y Córdoba, Libertad, Perú, Carlos Pellegrini, Paraguay, Enrique Carbó, Dean J. Álvarez, Av. Almafuerte, Ruta Nacional 12, Miguel Yáñez Martín, Av. Tte. Miguel Á. Giménez, Carlos Patat, Av. Montorfano, Ciudad de Chajarí, Av. Entre Ríos, Ruta Nacional 12, Ruta Nacional 18, hasta La Loma (Colonia Avellaneda).

## Recorridos

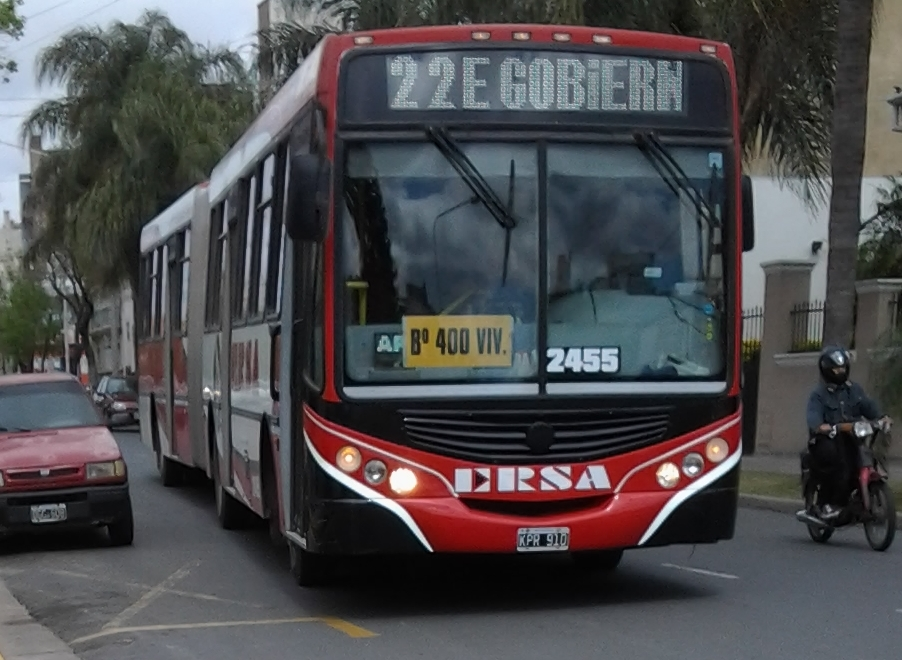
Uno de los dos colectivos articulados que tuvo la línea 22 durante el año 2013, hubo tres en total en la ciudad, el otro estuvo afectado a la línea 6, fueron retirados para circular en la ciudad de Córdoba.

### Ramal Rojo:Colonia Avellaneda-Casa de Gobierno[1]
Ida: Desde  Santos Tala y Convención Constituyente, Convención Constituyente, Miguel Yáñez Martin, Av. Teniente Giménez, Av. Carlos Patat, Av. Montórfano, Ciudad de Chajarí, Av. Entre Ríos, Ruta Nacional 12 (Colonia Avellaneda), Av. Almafuerte, Gualeguaychú, Gral. Belgrano, Salta, Nogoyá, Juan de Garay, Córdoba hasta Laprida (Paraná).
Vuelta: Desde Laprida y Córdoba, Córdoba, Libertad, España, 25 de Mayo, Arturo U. Illia, Enrique Carbó, Dean J. Álvarez, Av. Almafuerte (Paraná), Ruta Nacional 12, Av. Entre Ríos, Ciudad de Chajarí, Av. Montórfano, Av. Carlos Patat, Convención Constituyente hasta Santos Tala (Colonia Avellaneda).
- Longitud: 34,8km

### Ramal Blanco:San Benito-Casa de Gobierno
Ida: Desde Santa Fe y Bv. Basavilbaso, Bv. Basavilbaso, Gral. Ramírez, 9 de Julio, Rivadavia, Av. Friuli, Av. Guido Marizza, Ruta Nac. 12 (San Benito), Av. Almafuerte, Gualeguaychú, Gral. Belgrano, Salta, Nogoyá, Juan de Garay, Córdoba hasta Laprida (Paraná).
Vuelta:Desde Laprida y Córdoba, Córdoba, Libertad, España, 25 de Mayo, Arturo U. Illia, Enrique Carbó, Dean J. Álvarez, Av. Almafuerte (Paraná), Ruta Nacional 12, Av. Guido Marizza, Av. Friuli, Garabasso, 9 de Julio, Gral. Ramírez, Bv. Basavilbaso hasta Santa Fe (San Benito).
- Longitud: 31,5km

### Ramal Amarillo: Barrio 400 Viviendas (Col. Avellaneda) -Casa de Gobierno
Ida: Desde Santos Tala y Convención Constituyente, Convención Constituyente, Miguel Yáñez Martín, Av. Teniente Giménez, Av. Carlos Patat, Ruta Nac. 12 (Colonia Avellaneda), Av. Almafuerte, Gualeguaychú, Gral. Belgrano, Salta, Nogoyá, Juan de Garay, Córdoba hasta Laprida (Paraná).
Vuelta: Desde Laprida y Córdoba, Córdoba, Libertad, España, 25 de Mayo, Arturo U. Illia, Enrique Carbó, Dean J. Álvarez, Av. Almafuerte (Paraná), Ruta Nac. 12, General San Martín, Av. Teniente Giménez, Av. Carlos Patat, Convención Constituyente hasta Santos Tala (Colonia Avellaneda).
- Longitud: 31,9km

### Ramal Amarillo B:Colonia Avellanedapor Autop. Acceso Norte Rep. de Entre Ríos
Ida: Desde Avda. Teniente Giménez y Miguel Yáñez Martín, Miguel Yáñez Martín, Convención Constituyente, Avda. Gral. Francisco Ramírez, Avda. Montorfano, Ciudad de Chajarí, Avda. Entre Ríos, Ruta Nac. 12, Autopista Acceso Norte Rep. de Entre Ríos - RN168, (ingreso a Paraná) Avda. Circunvalación José Hernández, Almte. Brown, Avda. Francisco Ramírez, La Paz, Laprida hasta Santa Fe.
Vuelta: Desde Santa Fe y Méjico, Santa Fe, Avda. Alameda de la Federación, Carlos Gardel, Colón, Avda. Francisco Ramírez, Almte. Brown, Avda. Circunvalación José Hernández, Autopista Acceso Norte Rep. de Entre Ríos - RN168, (ingreso a Colonia Avellaneda) Avda. Gral. Francisco Ramírez, Avda. Teniente Giménez hasta Miguel Yáñez Martín.

## Puntos de Interés dentro del recorrido
- Paraná
  - Autoservicio Mayorista Diarco

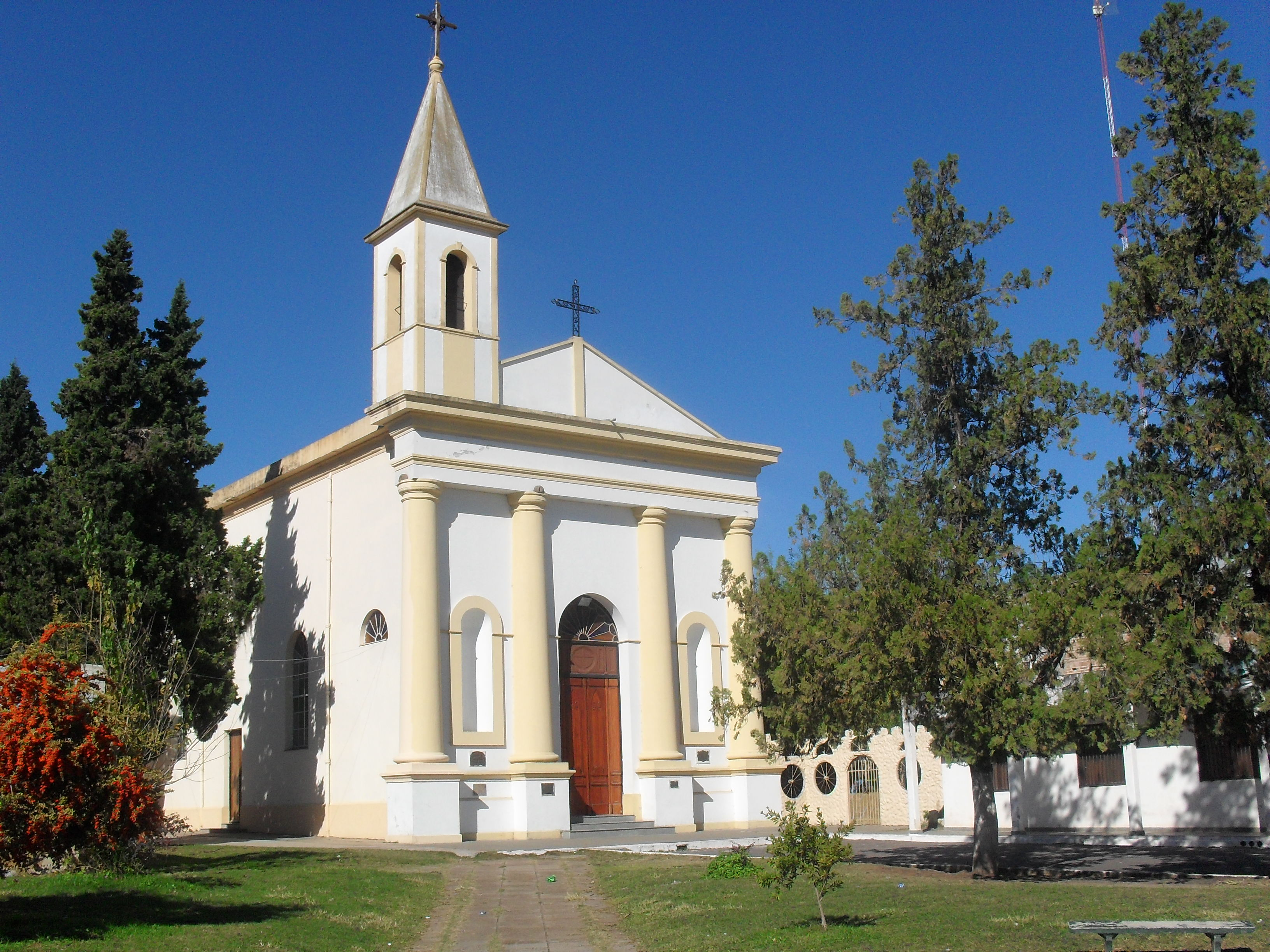
Iglesia San Benito Abad, San Benito

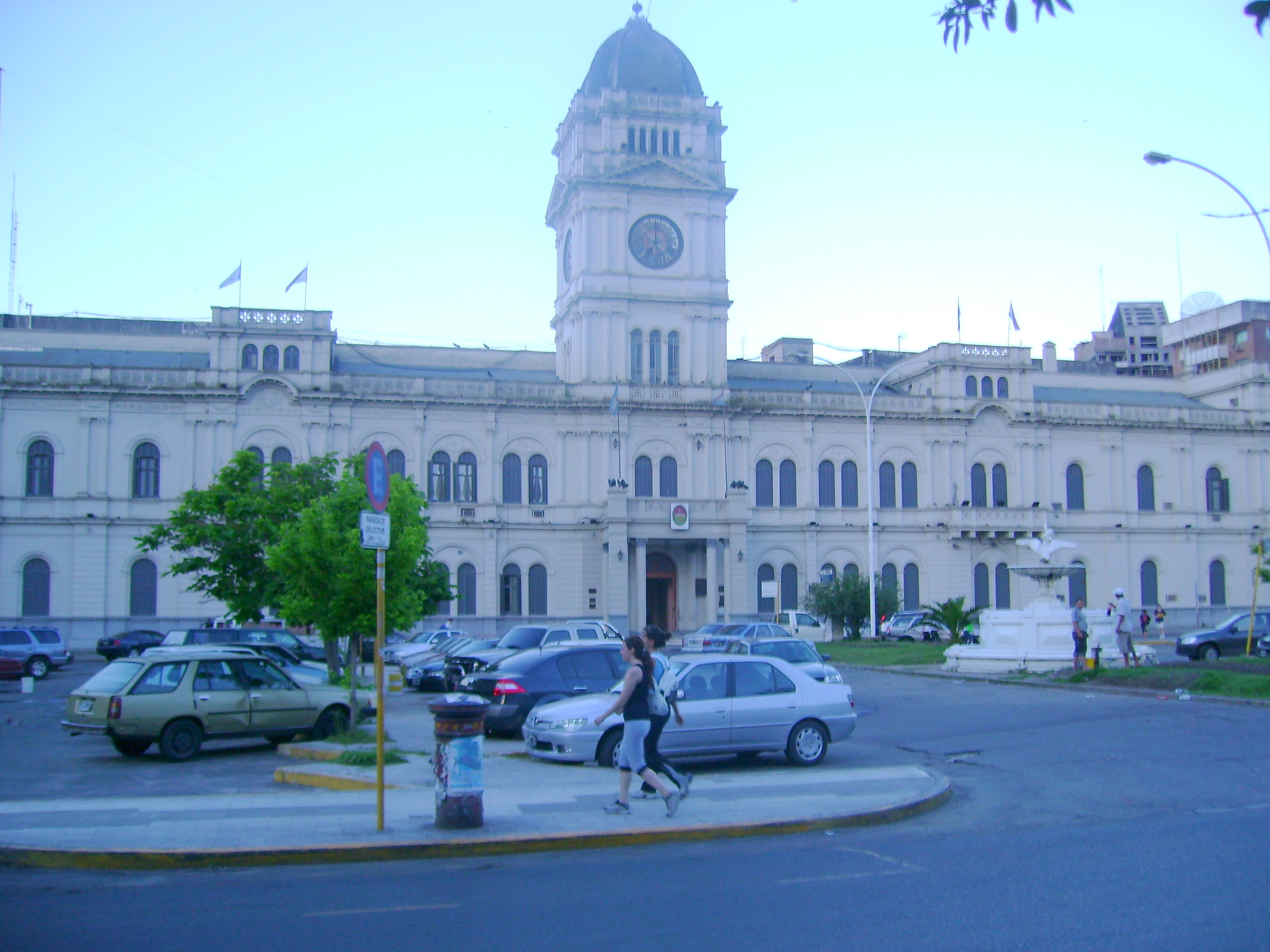
Casa de Gobierno.

  - Av. Almafuerte y Av. Antonio Salellas (Acceso a Parque Industrial)
  - Mercado El Charrúa
  - Av. Almafuerte y Av. Pedro Zanni
  - U.T.N. Paraná
  - 5 Esquinas
  - Hospital San Martín
  - Plaza Alberdi
  - Hospital Materno Infantil San Roque (a 100mts.)
  - Casa de Gobierno
  - Plaza 1.º de Mayo
  - Plaza Sáenz Peña
- Colonia Avellaneda
  - Municipalidad
  - Barrio 200 Viviendas (Viejas y nuevas)
  - Barrio 400 Viviendas (Viejas y nuevas)
  - Plaza San Martín
  - Barrio La Loma
  - Centro de Salud
  - Centro de Distribución de cadena de Supermercados Día
- San Benito
  - Municipalidad
  - Plaza San Benito Abad
  - Iglesia San Benito Abad
  - Barrio San Sebastián
  - Barrio San Pedro
  - Av. Friuli y Av. Guido Marizza
  - Av. Guido Marizza y Ruta Nacional 12
  - Honorable Consejo Deliberante

## Paradas
Horarios actualizados a febrero de 2024, Paradas actualizadas a enero de 2025 

### Ramal: Colonia Avellaneda
IDA:
- 01 - Convención Constituyente y Santos Tala - Colonia Avellaneda
- 02 - Convención Constituyente y Miguel Yáñez Martín
- 03 - Miguel Yáñez Martín y San Nicolás
- 04 - Miguel Yáñez Martín y René Favaloro
- 05 - Miguel Yáñez Martín y Teniente Giménez
- 06 - Teniente Giménez y Pte. Perón
- 07 - Teniente Giménez y Malvinas
- 08 - Avda. Gral. Francisco Ramírez y Avda. Montorfano
- 09 - Avda. Montorfano y Concordia
- 10 - Avda. Montorfano y La Paz
- 11 - Avda. Montorfano y Victoria
- 12 - Avda. Montorfano y Gualeguay
- 13 - Chajarí y Avda. Entre Ríos
- 14 - Ruta Nacional 12 y Federal
- 15 - Ruta Nacional 12 y Avda. Gral. Francisco Ramírez
- 16 - Ruta Nacional 12 y Miguel Yáñez Martín
- 17 - Ruta Nacional 12 y Avda. San Martín
- 18 - Ruta Nacional 12 y El Recado
- 19 - Ruta Nacional 12 entre Soberanía Nacional y Cabo Silvina Depardón
- 20 - Ruta Nacional 12 luego de Soberanía Nacional
- 21 - Ruta Nacional 12 y El Aguaribay
- 22 - Ruta Nacional 12 y Arq. Walter Grand (salida de COLONIA AVELLANEDA)
- 23 - Ruta Nacional 12 y V. Tarnowsky (ingreso a PARANÁ)
- 24 - Avda. Almafuerte y Calle Del Recado
- 25 - Avda. Almafuerte y Gdor. Dr. Maya
- 26 - Avda. Almafuerte y Pedro Londero
- 27 - Avda. Almafuerte y Francisco Venturini
- 28 - Avda. Almafuerte y Poeta José A. Murga
- 29 - Avda. Almafuerte y Poeta Carlos A. Álvarez
- 30 - Avda. Almafuerte y Juan Morath
- 31 - Avda. Almafuerte y Avda. Circunvalación José Hernández
- 32 - Avda. Almafuerte y Río Uruguay
- 33 - Avda. Almafuerte y Río Paraná
- 34 - Avda. Almafuerte y El Temple Argentino
- 35 - Avda. Almafuerte y Vartorelli
- 36 - Avda. Almafuerte y Los Sauces
- 37 - Avda. Almafuerte y Los Naranjos
- 38 - Avda. Almafuerte y Cnel. Brandsen
- 39 - Avda. Almafuerte entre Osvaldo Magnasco y Río Negro
- 40 - Avda. Almafuerte y Las Tunas (Planta COTAPA)
- 41 - Avda. Almafuerte al 1000, entre Delfín Huergo y Campamento del Cala (Sede U.T.N. - Facultad Regional Paraná)
- 42 - Avda. Almafuerte y Gervasio Méndez (Dirección Nacional de Vialidad - 17° Distrito E.R.)
- 43 - Avda. Almafuerte y Ruperto Godoy
- 44 - Avda. Almafuerte y Nicanor Molina
- 45 - Avda. Almafuerte al 370, pasando 3 de Febrero
- 46 - Avda. Almafuerte y Esteban Rams
- 47 - Avda. Almafuerte antes de cruce con Cinco Esquinas
- 48 - Gualeguaychú entre Cura Álvarez y Adolfo Alsina
- 49 - Gualeguaychú entre Pte. Yrigoyen y Pascual Palma (Hospital General San Martín - 50 mts.)
- 50 - Gral. Belgrano entre Gualeguaychú y Leandro N. Além
- 51 - Gral. Belgrano entre Leandro N. Além y 25 de Mayo
- 52 - Salta entre Andrés Pazos y Gral. Urquiza (Plaza "del Bombero" Alberdi)
- 53 - Salta y Rosario del Tala (Hospital Infantil San Roque - 200 mts.)
- 54 - Salta y Colón
- 55 - Nogoyá y San Juan (Feria Tradicional Municipal - 50mts.)
- 56 - Garay y Buenos Aires (Colegio Nacional / Sanatorio Privado "La Entrerriana")
- 57 - Garay y Córdoba
- 58 - Córdoba y N. Laprida - Casa de Gobierno / Tribunales (Paraná)

VUELTA:
- 01 - Córdoba y N. Laprida (Casa de Gobierno / Tribunales)
- 02 - Córdoba entre 25 de Junio y Gral. Urquiza
- 03 - España e Italia
- 04 - 25 de Mayo y 9 de Julio
- 05 - 25 de Mayo entre Gral. Belgrano y Pte. Illia
- 06 - Pte. Illia y Leandro N. Além
- 07 - Enrique Carbó entre Pte. Illia y Pte. Yrigoyen
- 08 - Enrique Carbó y Pte. Perón (Hospital General San Martín - 50 mts.)
- 09 - Enrique Carbó y Domingo French
- 10 - Dean Álvarez y Jujuy (Colegio "Cristo Redentor")
- 11 - Dean Álvarez entre José María Cocuzza y División Los Andes
- 12 - Avda. Almafuerte entre Nicanor Molina y Juan del Campillo
- 13 - Avda. Almafuerte y Susana Acevedo
- 14 - Avda. Almafuerte pasando Las Lechiguanas (Dirección Nacional de Vialidad - 17° Distrito E.R.)
- 15 - Avda. Almafuerte al 1000, entre Delfín Huergo y Lorenzo Jordana (Sede U.T.N. - Facultad Regional Paraná)
- 16 - Avda. Almafuerte y Miguel Scatini (Planta COTAPA)
- 17 - Avda. Almafuerte y Fray Mocho
- 18 - Avda. Almafuerte y Cnel. Brandsen
- 19 - Avda. Almafuerte y Alejandro Carbó
- 20 - Avda. Almafuerte y Gdor. Antelo
- 21 - Avda. Almafuerte y Ovidio Lagos
- 22 - Avda. Almafuerte y Juan Ortíz
- 23 - Avda. Almafuerte entre Carlos Mastronardi y Salvador Caputto
- 24 - Avda. Almafuerte y Aguaribay
- 25 - Avda. Almafuerte y Eduardo Vacaluzzo
- 26 - Avda. Almafuerte y Calle 1519
- 27 - Avda. Almafuerte y Jorge Luis Borges
- 28 - Avda. Almafuerte entre Fco. Venturini y Salvador Allende
- 29 - Avda. Almafuerte y Manuel Azaña
- 30 - Avda. Almafuerte entre Antonio Salellas y Calle Del Recado
- 31 - Avda. Almafuerte y José Ubach y Roca (salida de PARANÁ)
- 32 - Ruta Nacional 12 y Arq. Walter Grand
- 33 - Ruta Nacional 12 y Avda. San Martín
- 34 - Ruta Nacional 12 entre Avda. Marizza y Gdor. Ferré
- 35 - Ruta Nacional 12 y Seguí
- 36 - Ruta Nacional 12 y Nogoyá
- 37 - Avda. San Martín y Gral. Belgrano (ingreso a COLONIA AVELLANEDA)
- 38 - Avda. San Martín y Marcelino Román
- 39 - Avda. San Martín y Teniente Giménez
- 40 - Teniente Giménez y J. Ortíz
- 41 - Teniente Giménez y M. M. de Güemes
- 42 - Teniente Giménez y Pte. Perón
- 43 - Teniente Giménez y Malvinas
- 44 - Avda. Gral. Francisco Ramírez y Avda. Montorfano
- 45 - Avda. Montorfano y Concordia
- 46 - Avda. Montorfano y La Paz
- 47 - Avda. Montorfano y Victoria
- 48 - Avda. Montorfano y Gualeguay
- 49 - Chajarí y Avda. Entre Ríos
- 50 - Ruta Nacional 12 y Federal
- 51 - Avda. Gral. Francisco Ramírez entre J. M. de Rosas y Ruta Nacional 12
- 52 - Avda. Gral. Francisco Ramírez y Ciudad de Paraná
- 53 - Avda. Gral. Francisco Ramírez y Convención Constituyente
- 54 - Convención Constituyente y Domingo Faustino Sarmiento
- 55 - Convención Constituyente y Santos Tala - Colonia Avellaneda

### Ramal: Barrio 400 Viviendas
IDA:
- 01B - Convención Constituyente e Hipólito Yrigoyen - Colonia Avellaneda
- 02B - Convención Constituyente y Avda. Gral. Francisco Ramírez
- 03B - Avda. Gral. Francisco Ramírez y René Favaloro
- 04B - Avda. Gral. Francisco Ramírez y Mariano Moreno
- 05B - Teniente Giménez y Malvinas
- 06B - Teniente Giménez y Pte. Perón
- 07B - Teniente Giménez y Miguel Yáñez Martín
- 08B - Miguel Yáñez Martín y Arturo Jauretche
- 09B - Miguel Yáñez Martín y Marcelino Román
- 10B - Miguel Yáñez Martín y J. M. de Rosas
- 11B - Ruta Nacional 12 y Miguel Yáñez Martín

recorrido habitual hacia Casa de Gobierno.
- 58B - Córdoba y N. Laprida - Casa de Gobierno / Tribunales (Paraná)

VUELTA:
- 01B - Córdoba y N. Laprida (Casa de Gobierno / Tribunales)

recorrido habitual hasta ingreso a Colonia Avellaneda.
- 37B - Avda. San Martín y Gral. Belgrano
- 38B - Avda. San Martín y Marcelino Román
- 39B - Avda. San Martín y Teniente Giménez
- 40B - Teniente Giménez y J. Ortíz
- 41B - Teniente Giménez y M. M. de Güemes
- 42B - Teniente Giménez y Pte. Perón
- 43B - Teniente Giménez y Malvinas
- 44B - Avda. Gral. Francisco Ramírez y Avda. Montorfano
- 45B - Avda. Gral. Francisco Ramírez y Ciudad de Paraná
- 46B - Avda. Gral. Francisco Ramírez y Convención Constituyente
- 47B - Convención Constituyente y Domingo Faustino Sarmiento - Colonia Avellaneda

### Ramal: San Benito
IDA:
- 01C - Bvard. Basavilbasso y Santa Fe - San Benito
- 02C - Bvard. Basavilbasso y Bernardino Rivadavia
- 03C - Francisco Ramírez entre Bvard. Basavilbasso y 1.º de Mayo
- 04C - Francisco Ramírez y Margasin
- 05C - Francisco Ramírez y 9 de Julio
- 06C - Bernardino Rivadavia y Avda. Friuli
- 07C - Avda. Friuli y Malvinas
- 08C - Avda. Friuli y Avda. Marizza
- 09C - Avda. Marizza y 25 de Mayo
- 10C - Avda. Marizza y Bvard. Basavilbasso
- 11C - Avda. Marizza y 2 de Abril
- 12C - Avda. Marizza y Buenos Aires
- 13C - Avda. Marizza y Bvard. Crespo
- 14C - Avda. Marizza y Quirós
- 15C - Avda. Marizza y Avda. Paraná
- 16C - Avda. Marizza y Concordia
- 17C - Ruta Nacional 12 y Avda. Marizza

recorrido habitual hacia Casa de Gobierno.
- 58C - Córdoba y N. Laprida - Casa de Gobierno / Tribunales (Paraná)

VUELTA:
- 01C - Córdoba y N. Laprida (Casa de Gobierno / Tribunales)

recorrido habitual hasta ingreso a San Benito.
- 33C - Ruta Nacional 12 y Avda. San Martín
- 34C - Avda. Marizza entre Ruta Nacional 12 y La Paz
- 35C - Avda. Marizza y Concordia
- 36C - Avda. Marizza y Avda. Paraná
- 37C - Avda. Marizza y Quirós
- 38C - Avda. Marizza y Bvard. Crespo
- 39C - Avda. Marizza y Buenos Aires
- 40C - Avda. Marizza y 2 de Abril
- 41C - Avda. Marizza y Bvard. Basavilbasso
- 42C - Avda. Marizza y 25 de Mayo
- 43C - Avda. Marizza y Avda. Friuli
- 44C - Avda. Friuli y Malvinas
- 45C - Garabasso y 9 de Julio
- 46C - 9 de Julio y Francisco Ramírez
- 47C - Francisco Ramírez y Margasin
- 48C - Francisco Ramírez y Bvard. Basavilbasso
- 49C - Bvard. Basavilbasso y Garabasso
- 50C - Bvard. Basavilbasso y Santa Fe - San Benito

### Ramal: Colonia Avellaneda por Acceso Norte
- - Mismo recorrido y paradas que la línea 22E (Sauce Montrull) en ejido de Paraná y zona Acceso Norte "República de Entre Ríos".

IDA:
- 01D - Teniente Giménez y Miguel Yáñez Martín - Colonia Avellaneda
- 02D - Miguel Yáñez Martín y René Favaloro
- 03D - Miguel Yáñez Martín y Convención Constituyente
- 04D - Convención Constituyente y Santos Tala
- 05D - Convención Constituyente y Irigoyen
- 06D - Convención Constituyente y Avda. Gral. Francisco Ramírez
- 07D - Avda. Gral. Francisco Ramírez y René Favaloro
- 08D - Avda. Gral. Francisco Ramírez y Mariano Moreno
- 09D - Avda. Montorfano y Concordia
- 10D - Avda. Montorfano y La Paz
- 11D - Avda. Montorfano y Victoria
- 12D - Avda. Montorfano y Gualeguay
- 13D - Chajarí y Avda. Entre Ríos
- 14D - Ruta Nacional 12 y Los Horneros
- 15D - Ruta Nacional 168 y Avda. Gral. Francisco Ramírez  (salida de COLONIA AVELLANEDA)
- 16D - Ruta Nacional 168 y José Ubach y Roca (Parque Botánico "Leandro N. Além")
- 17D - Ruta Nacional 168 y Gdor. Maya
- 18D - Ruta Nacional 168 y Pedro Londero
- 19D - Ruta Nacional 168 y Jorge Luis Borges
- 20D - Ruta Nacional 168 y Monseñor Bazán y Bustos
- 21D - Ruta Nacional 168 y Gdor. López Jordan
- 22D - Avda. Circunvalación José Hernández y Avda. Don Bosco
- 23D - Almte. Brown y Colectora Oeste Avda. Circunvalación José Hernández
- 24D - Almte. Brown y Provincia de Entre Ríos
- 25D - Almte. Brown e Islas del Ibicuy
- 26D - Almte. Brown y Gdor. Manuel Crespo
- 27D - Almte. Brown entre Agustín Montaño y Maestro Normal
- 28D - Almte. Brown y Roque Sáenz Peña
- 29D - Almte. Brown entre Benjamín Gorostiaga y José Rondeau
- 30D - Almte. Brown entre Juncal y Díaz Vélez
- 31D - Almte. Brown y Ayacucho
- 32D - Almte. Brown y Grito de Asencio
- 33D - Almte. Brown y 3 de Febrero
- 34D - Almte. Brown y Francisco Soler
- 35D - Almte. Brown entre Avda. Francisco Ramírez y Brasil
- 36D - Avda. Francisco Ramírez y Andrés Pazos
- 37D - Avda. Francisco Ramírez y Cnel. Dupuy
- 38D - La Paz entre Santa Cruz y Avda. Francisco Ramírez
- 39D - La Paz y La Rioja (Hospital Infantil "San Roque")
- 40D - La Paz y San Juan
- 41D - N. Laprida entre Buenos Aires y Peatonal Gral. San Martín (Plaza Alvear)
- 42D - Santa Fe entre Méjico y N. Laprida - Casa de Gobierno / Tribunales (Paraná)

VUELTA:
- 01D - Santa Fe entre Méjico y N. Laprida (Casa de Gobierno / Tribunales)
- 02D - Colón entre Buenos Aires y Peatonal Gral. San Martín (Plaza Alvear)
- 03D - Colón y San Juan
- 04D - Colón y La Rioja (Hospital Infantil "San Roque" - 100mts.)
- 05D - Colón y Santa Cruz
- 06D - Avda. Francisco Ramírez entre Rosario del Tala y Uruguay (Colegio "Don Bosco")
- 07D - Avda. Francisco Ramírez y Gral. Urquiza
- 08D - Almte. Brown y Fray Mamerto Esquiú
- 09D - Almte. Brown y Sudamérica
- 10D - Almte. Brown y Grito de Asencio
- 11D - Almte. Brown y Estanislao Zeballos
- 12D - Almte. Brown y Díaz Vélez
- 13D - Almte. Brown y José Rondeau
- 14D - Almte. Brown y Roque Sáenz Peña
- 15D - Almte. Brown y Facundo Quiroga
- 16D - Almte. Brown y Departamento Federal
- 17D - Almte. Brown y Provincia de Entre Ríos
- 18D - Almte. Brown y Colectora Oeste Avda. Circunvalación José Hernández
- 19D - Avda. Circunvalación José Hernández y Avda. Don Bosco
- 20D - Ruta Nacional 168 y Mongrovejo
- 21D - Ruta Nacional 168 y Jorge Luis Borges
- 22D - Ruta Nacional 168 y Pedro Londero
- 23D - Ruta Nacional 168 y Gdor. Maya
- 24D - Ruta Nacional 168 y José Ubach y Roca (Parque Botánico "Leandro N. Além")
- 25D - Ruta Nacional 168 y Avda. Gral. Francisco Ramírez (ingreso a COLONIA AVELLANEDA)
- 26D - Avda. Gral. Francisco Ramírez y Convención Constituyente
- 27D - Avda. Gral. Francisco Ramírez y Mariano Moreno
- 28D - Teniente Giménez e Irigoyen
- 29D - Teniente Giménez y Malvinas
- 30D - Teniente Giménez y Pte. Perón
- 31D - Teniente Giménez y Miguel Yáñez Martín - Colonia Avellaneda